# كايل بنديكتوس
كايل بنديكتوس هو لاعب كرة قدم إسكتلندي يلعب مدافعاً لنادي ريث روفرز.